# Prog-d
Prog-d é uma banda portuguesa de música electrónica que surge em Abril de 2004, na vila da Benedita. 

## Biografia
"Um projecto que emerge do acaso e se fundamenta numa fusão ritmo-melódica"
Tudo começou com aquele que viria a ser o primeiro tema da banda, purpleness. Da ocasionalidade, David V., Ivo e Fábio começam a pôr em prática novas idéias e assim foram surgindo novos temas, em grande parte com as suas raízes no electro-pop/industrial. Ao fim de 5 meses a gravação do primeiro trabalho, 31dimension, tornou-se fundamental para a divulgação de uma nova atitude e vontade de criar música.
Passados dois anos o projecto ganha mais consistência com um segundo trabalho. Lançado em 2006, o EP eye-tech, composto por 4 músicas, aponta numa nova direcção que se estende não só na música mas também nas actuações ao vivo, onde a tripla som-imagem-movimento alicerçam o momento.

## Formação
- David Ventura - vox, guitarra, sintetizador e programação
- Ivo - sampler, vocoder, sintetizador e programação
- Fábio - baixo

## Discografia
| eye-tech           |  |  |  |  |  |  |  | 31dimension                 |
| 2006               |  |  |  |  |  |  |  | 2004                        |
|                    |  |  |  |  |  |  |  |                             |
| 1.axis             |  |  |  |  |  |  |  | 1.intro                     |
| 2.eye-tech         |  |  |  |  |  |  |  | 2.night's flower            |
| 3.the prog         |  |  |  |  |  |  |  | 3.purpleness                |
| 4.purpleness (rmx) |  |  |  |  |  |  |  | 4.face the play             |
|                    |  |  |  |  |  |  |  | 5.blue eyes through the end |
|                    |  |  |  |  |  |  |  | 6.town                      |
|                    |  |  |  |  |  |  |  | 7.sigma                     |
|                    |  |  |  |  |  |  |  | 8.interlude x-perience      |
|                    |  |  |  |  |  |  |  | 9.intimidades               |
|                    |  |  |  |  |  |  |  | 10.pillowcase               |
|                    |  |  |  |  |  |  |  | 11.31dimension              |